# Krešimir Stražanac
Krešimir Stražanac (Osijek, 1983) is een Kroatische operazanger en bariton. Hij is gespecialiseerd in barokmuziek en werkte geregeld samen met dirigent Philippe Herreweghe.
Als uitvoerder van barokmuziek brengt Stražanac vaak werk van Johann Sebastian Bach. Hij doet dat met orkesten zoals Concerto Köln, Gaechinger Cantorey, Concentus Musicus Wien, Akademie für alte Musik Berlin en I Barrochisti en met dirigenten zoals Hans-Christoph Rademann, Diego Fasolis, Peter Dijkstra en Giovanni Antonini.

## Biografie
Krešimir Stražanac werd geboren in Osijek in het noordoosten van Kroatië. Hij studeerde zang aan de Hochschule für Musik und Darstellende Kunst in Stuttgart. Zijn leraars waren Dunja Vejzović en Cornelis Witthoefft. 
In 2007 werd hij lid van ensemble van het Opernhauses Zürich. Hij werkte in de Zwitserse opera mee aan opvoeringen van Turandot en Madama Butterfly van Giacomo Puccini, Ariadne auf Naxos van Richard Strauss, Fidelio van Ludwig van Beethoven en Carmen van Georges Bizet. Onder de dirigenten waarmee hij daar werkte, bevonden zich Franz Welser-Möst, Bernard Haitink en Placido Domingo.
In 2017 debuteerde hij aan de Bayerische Staatsoper, waar hij tijdens vier opvoeringen de rol van Pietro Fléville speelde in een productie van Umberto Giordano's Andrea Chénier. In 2019 volgden opvoeringen van Die Fledermaus van Johann Strauss met de Bamberger Symphoniker en Oedipus Rex van Igor Stravinski met het Pools Nationaal Radio-Symfonieorkest.
Met Philippe Herreweghe en Collegium Vocale Gent werkte hij mee aan opvoeringen van Ein deutsches Requiem van Johannes Brahms in 2016, Das Paradies und die Peri van Robert Schumann en Symfonie nr. 9 van Beethoven in 2017, Pie Jesu van Antonin Dvorak en Missa Solemnis van Franz Schubert in 2018 en Johann Sebastian Bach's Hohe Messe in 2019.
Met Collegium 1704, onder leiding van Václav Luks, werkte hij mee aan een reeks uitvoeringen van Messiah van Händel. In 2019 speelden ze concerten in het Rudolfinum te Praag, in de Annenkirche te Dresden, in La Chapelle Royale te Versailles, in deSingel in Antwerpen en het Concertgebouw in Brugge.

## Onderscheidingen
Krešimir Stražanac won de La Voce wedstrijd van de Bayerischer Rundfunk, de internationale Cantilena wedstrijd in Bayreuth en de International Hugo Wolf Competition in september 2012. Verder won hij prijzen in de Paula-Salomon-Lindberg wedstrijd in Berlijn en de operacompetitie van het Kroatisch Nationaal Theater te Zagreb.
- Bibliothèque nationale de France: cb17884755b (data)
- Gemeinsame Normdatei: 1103239678
- International Standard Name Identifier: 0000 0000 8037 5347
- Library of Congress Control Number: no2010089686
- Nationale Bibliotheek van Tsjechië: pag20211117922
- Nationale en Universitaire bibliotheek Zagreb: 000629779
- Réseau des bibliothèques de Suisse occidentale: 02-A018556374
- Système universitaire de documentation: 24412342X
- Virtual International Authority File: 121792818
- WorldCat: E39PBJk4FGFjrGp6hMbKdhrrMP